# مجله ارتباطات
مجله ارتباطات (به انگلیسی Journal of communication) یک مجله علمی بررسی شده توسط همکاران دو ماهانه است که مقاله‌ها و بررسی کتاب‌ها را در مورد طیف وسیعی از موضوعات درحوزه نظریه ارتباطات و پژوهش‌های آن منتشر می‌کند. این مجله در سال ۱۹۵۱ تأسیس شد و سردبیر فعلی آن، ر. لنس هولبرت است. براساس گزارش استنادی مجلات، ضریب تأثیر ۲۰۱۷ آن ۳٫۷۳ است. مجله ارتباطات از ۸۴ مجله در رده «ارتباطات» در رده دوم است. و از سوی انجمن ارتباطات بین‌المللی انتشارات دانشگاه آکسفورد منتشر می‌شود.